# Dina (artist)
Caroline Dina Lillian Kongerud, fødd 1 augusti 1985, mer känd som bara Dina, är en norsk sångerska från Bekkelaget i Oslo. Hon är mest känd för låten "Bli Hos Meg", som var på norska topplistan väldigt länge.
Dina kom på fjärde plats i Miss Norway 2003. Hon är också en duktig tennis-spelare med en tredje plats i Norska Mästerskapen. Dina sjunger också klassisk musik och opera, bland annat tillsammans med Kristin Theisen.

## Diskografi
Album
- 2003 – Dina

Singlar
- 2003 – "Bli Hos Meg"
- 2003 – "For evig min"
- 2004 – "Fri Meg Nå"
- 2004 – "Besatt"
- 2005 – "Ikke Alene" (med Diaz)
- 2005 – "Sommernatts drøm"
- 2005 – "hvis..."
- 2007 – "Bli Hos Mig" (Dina & Deejay Jay)
- 2016 – "Bli hos meg" (2016 version)[5]